# Schloss La Malartrie

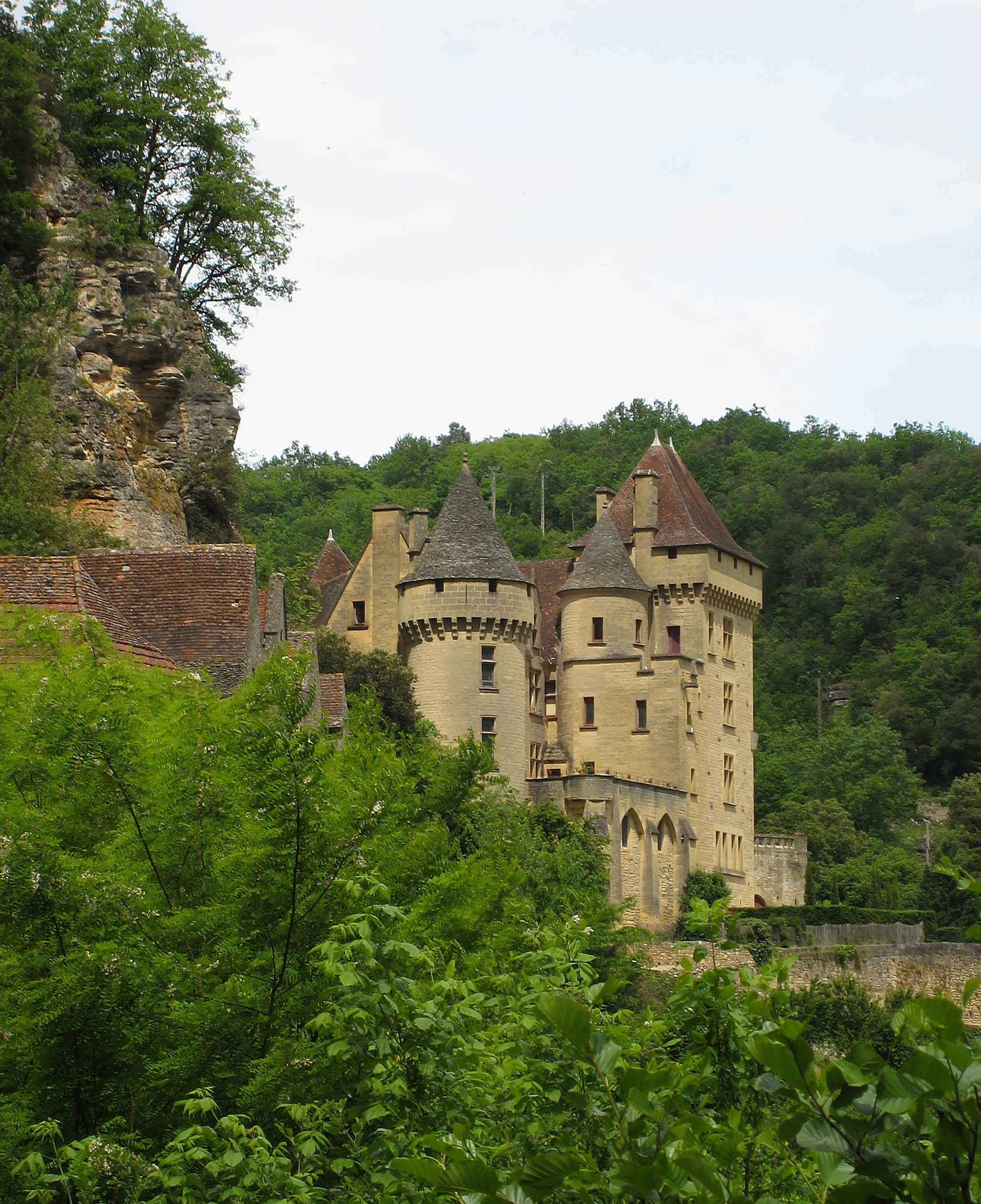
Schloss La Malartrie

Das Schloss La Malartrie liegt am westlichen Ende der Ortschaft La Roque-Gageac, aber bereits auf dem Gebiet der Gemeinde Vézac im Département Dordogne des französischen Périgord, unmittelbar am Ufer der Dordogne.
Das privat bewirtschaftete kleine Schloss liegt zwischen Ortschaft und einem Felsüberhang, auf dem sich der Aussichtsbalkon der Gärten von Marqueyssac befindet. Der Bau wurde in der Zeit des Historismus um 1900 im Stil des 15. Jahrhunderts errichtet und passt zum Ortsbild. Stilistisch folgt die Gestaltung der im 19. Jahrhundert einsetzenden Rückbesinnung auf Schönheiten und Werte vergangener Zeiten, die im Zuge der Romantik fast alle Kunstgattungen erfasste.